# I. Henrik namuri gróf
I. Henrik namuri gróf (1111/12 – 1196. augusztus 14.) középkori frank nemesúr, a Német-római Birodalomhoz tartozó Lotaringiai Hercegség területén fekvő Luxemburg grófja 1136-tól IV. Henrik néven és a Namuri Grófság grófja 1139-től 1189-ig, amikor megfosztották címeitől.

## Élete
Apja I. Gottfried namuri gróf, anyja Ermesinde, I. Konrád luxemburgi gróf lánya.
1131-ben apjával együtt tanúként írtak alá egy birtokadományozási dokumentumot, amelyben VI. Gottfried alsó-lotaringiai herceg és leuveni gróf volt az adományozó. 1136-ban elsőfokú unokatestvére, II. Konrád luxemburgi gróf utódaként megkapta a Luxemburg grófja címet, 1139-ben apja halála után pedig mint I. Henrik örökölte a Namur, Laroche és Durbuy grófja címeket. 1141-ben megtámadta Adalberon trieri érseket, amiért kiközösítették és elvesztette luxemburgi területeit, amikor az érsek ellentámadásba ment át. Csak 1146-ban kötöttek békét Speyerben.
A korábban elszenvedett területi veszteség ellenére összetűzésbe került a liègi püspökkel is, amikor ostrom alá vette Bouillon kastélyát, amelyet a püspökök Bar grófjaitól örököltek meg. Henrik 1151-ben az Ardennekben vereséget szenvedett II. Henrik (1145–1164) püspök seregeitől.
Mivel első házasságából nem született gyermek, ezért Henrik legidősebb húgának, Alixnak férjét, IV. Balduin hainaut-i grófot nevezte meg Namur és Luxemburg örökösének, akinek halála után annak fia, V. Balduin lett a kijelölt trónörökös.
Henrik 1182-ben elvesztette látását. 1186-ban váratlanul leánygyermeke született második házasságából, mire Henrik visszavonta V. Balduin örökösi jogait és a csecsemőt eljegyezte II. Henrik champagne-i gróffal. Ennek ellenére Balduin igyekezett megszerezni apai örökségét és 1188-ban VI. Henrik német király ítéletében neki adott igazat, ezért Henriknek vissza kellett állítania Balduin örökösödési jogait. Balduin gróf ekkor megtámadta és elfoglalta a namuri kastélyt és elfogta az idős Henrik grófot és csak akkor engedte szabadon, amikor helyzetét maga a császár, Barbarossa Frigyes erősítette meg, aki titokban namuri őrgróffá nevezte ki Balduint. A következő esztendőben, 1190-ben elért kompromisszum értelmében Balduin megkapta a namuri grófságot, és Henrik halála után Laroche és Durbuy grófságra is igényt tartott. Utóbbi két grófság bevételei életében továbbra is Henriket illették. Luxemburg sorsát nem említik a források, és miután a megegyezést 1190-ben a wormsi birodalmi gyűlésen bejelentették, Henrik visszavonult luxemburgi birtokaira, ahol továbbra is viselte a grófi címet.
Henrik még egy kísérletet tett Namur visszaszerzésére, de 1194-ben Noville-sur-Mehaigne mellett végső vereséget szenvedett. 1196. augusztus 14-én hunyt el és az apja által alapított floreffe-i apátságban temették el.

## Családja és leszármazottai
Első felesége Lauretta de Flandre (1120–1170), akinek ez volt a negyedik házassága. 1152/59 körül házasodtak össze és 1163-ban váltak el. Lauretta első férje Ivan van Aalst gróf volt, a második II. Hendrik limburgi herceg, a harmadik pedig I. Raoul, Vermandois grófja. Lauretta szülei I. Thierry flamand gróf és első felesége, Swanhilde voltak. Lauretta 1163-ban elhagyta negyedik férjét és azután sem volt hajlandó visszatérni, hogy Cambrai püspöke kiátkozta. A Brüsszel közelében lévő voorst-i apátságba vonult vissza és ott is halt meg. A házasságból nem született gyermek.
Henrik második felesége 1168-tól Agnes van Gelderland, Hendrik van Gelderland gróf és Agnes von Arnstein lánya. A "Chronicle of Alberic de Trois-Fontaines" 1193-ban jegyezte fel "Henrici comitis ceci" és "Agnate sorore comitis de Gelre" házasságát. A Chronicon Hanoniense szintén megnevezi "Agnetam filiam Henrici…comitis de Ghelre" mint "Henricus comes Namurci et Luscelenborch" feleségét. Agnes szintén elhagyta férjét, zárdába vonult és III. Sándor pápa közbenjárása ellenére sem tért vissza hozzá. 1185-ben a kölni érsek, I. Fülöp flamand gróf és Gottfried brabanti herceg közbenjárására, akik mindenképpen meg akarták akadályozni, hogy Namur és Luxemburg a kijelölt örökös V. Balduin kezére kerüljön, végül visszatért Henrikhez.
Henrik első házasságából nem született gyermek. Második házasságából egy gyermek született:
- Ermensende de Namur (1186 júliusa – 1247. február 12.) A "Chronicon Hanoniense" 1186 júliusában jegyezte fel "Ermensendem", "comes Namurcensis Henricus" és felesége, Agnes gyermekének születését.[13] Ugyanez a krónika jegyzi fel 1187-ben a csecsemő és "comiti Campanensi Henrico" eljegyzését, amely a namuri grófság öröklése körüli vitákat okozta.[14] Az eljegyzést Henrik gróf szervezte meg, aki lányának egy politikai és katonai hatalommal rendelkező férj-jelöltet keresett, aki meg tudta volna védelmezni az hainaut-i grófokkal szemben. Az eljegyzést 1190-ben felbontották, miután Barbarossa Frigyes császár Balduin javára döntötte el a kérdést.[15] A "Chronicle of Alberic de Trois-Fontaines" 1193-ban jegyezte fel "Theobaldus comes Barrensis" és "filiam Henrici comitis ceci…Ermensendem" házasságát, vagyis Ermensendét hétévesen férjhez adták Theobaldhoz, Bar grófjához (1160 – 1214. február 12/13.), I. Renault bari gróf és Agnes de Blois fiához.[10] Ermensende 1196-ban, apja halála után örökölte a Luxemburg grófnője címet. Férje, Theobald, Fülöp német király jóváhagyásával, birtokaihoz csatolta Luxemburg, Laroche és Durbuy grófságokat, és ostrom alá vette Namur kastélyában Fülöp őrgrófot, Balduin örökösét, akitől kikényszerítette az 1199-es dinanti szerződés aláírását. A szerződés értelmében, amelyet július 26-án írtak alá, IX. Balduin flamand gróf örökölte Namur grófságát, ennek fejében Ermensende megtarthatta Luxemburgot, Durbuy-t és Laroche-t, valamint a namuri grófságnak a Meuse folyó jobb partján fekvő területeit.[16] Ermensende második házasságát, Theobald 1214-ben bekövetkezett halála után, a "Chronicle of Alberic de Trois-Fontaines" jegyezte fel 1214 májusából, mely szerint "Ermensende filia Henrici ceci comitis Namucensis" férjhez ment "seniori Walerano filio Henrici"-hoz, azaz IV. Walerán (? – 1226. július 2.) Montjoie urához, III. Hendrik limburgi herceg és Sophie von Saarbrücken fiához. Walerán apja 1221-es halála után örökölte a limburgi herceg és arloni őrgróf címeket. Bar grófsága Theobald előző házasságából származó fiára, Henrikre szállt, de Ermensinde megtartotta a dinanti szerződés értelmében neki juttatott területeket, és házassági ajándékként férje neki adományozta az Arlon őrgrófnője címet is.[17] Ermensende 1247-ben halt meg és Clairefontaine-ben, a mai Belgium területén fekvő Arlon közelében temették el.[18]